# Sven Lindqvist (Fußballspieler)
Sven Bernhard Lindqvist (* 26. März 1903 in Bromma; † 25. Januar 1987 in Stockholm) war ein schwedischer Fußballspieler und -funktionär.

## Werdegang
Lindqvist schloss sich 1920 AIK an, für den er parallel zu seinem Betriebswirtschaftsstudium an der Handelshochschule Stockholm spielte. 1923, dem Jahr seines Studiumabschlusses, gewann er mit dem Klub die Svenska Mästerskapet gewann, dies war der sechste Meistertitel der Vereinsgeschichte. Im Juni des Jahres avancierte der linke Außenläufer zum Nationalspieler, als er anlässlich des 5:4-Erfolges – Mit-Debütant Gunnar Paulsson erzielte dabei drei Tore – über Finnland im Jersey der schwedischen Nationalmannschaft debütierte. Ohne weiteren Länderspieleinsatz vor dem Turnier gehörte er im folgenden Sommer zum Aufgebot für die Olympischen Spiele 1924. Im regulären Bronzematch gegen die Niederlande stand er auf dem Feld, nach einem 1:1-Unentschieden nach Verlängerung kam es am folgenden Tag zu einem Wiederholungsspiel. Ohne sein Mitwirken gewannen die Nordeuropäer durch einen 3:1-Erfolg nach Toren von Evert Lundquist und dem zweifach erfolgreichen Sven Rydell die Bronzemedaille.
Nach der Einführung der Allsvenskan als neuem landesweiten Ligawettbewerb 1924 nahm Lindqvist mit AIK an der höchsten Liga im schwedischen Fußball teil, wo er Stammspieler in seinem Klub war. Bis 1931 lief er in 137 Erstliga-Spielen für AIK auf und erzielte dabei vier Tore. Bis 1927 bestritt er zudem fünf Länderspiele, blieb dabei aber ohne Torerfolg. Mit seinem Einsatz beim 12:0-Erfolg über die lettische Nationalmannschaft – Mannschaftskamerad Albin Hallbäck erzielte sechs, Sven Rydell drei Tore – im Mai des Jahres schrieb er sich in die Geschichtsbücher, dies ist bis dato der höchste Sieg in der Geschichte der Auswahlmannschaft. 1929 bestritt er noch ein B-Länderspiel.
Mit der Vize-Meisterschaft in der Spielzeit 1930/31, dem besten Ergebnis in seiner aktiven Allsvenskan-Laufbahn, verabschiedete Lindqvist sich vom aktiven Sport, blieb aber AIK in anderer Position erhalten. Ab 1935 saß er, hauptberuflich seit 1925 für Paramount Pictures in Schweden tätig, im Vorstand des Vereins. 1950 wechselte er auch beruflich zum Klub und übernahm den neu geschaffenen Posten des „Administrationschefs“. In dieser Verantwortung stärkte er die ökonomische Position des Klubs insbesondere mit der Organisation von Auslandsreisen mit Testspielen vor allem während der Winterpause – so trat AIK beispielsweise im Januar 1957 in Brasilien gegen Flamengo Rio de Janeiro, den FC Santos und Botafogo FR, aber auch im Sommer des Jahres in Schweden gegen Juventus Turin und den FC Arsenal an – und durch den Ausbau des Råsundastadions im Vorfeld der Weltmeisterschaftsendrunde 1958. 1961 ging er in den Ruhestand.